# Kong Christian X's 75 års fødselsdag
|  | Denne artikel er oprettet af botten Steenthbot ud fra en ekstern database. Den kan derfor have sproglige fejl eller mangler. Denne skabelon kan fjernes efter kontrol af indholdet. |

Kong Christian X's 75 års fødselsdag er en dansk dokumentarisk optagelse fra 1945.

## Handling
Kong Christian X's 75 års fødselsdag. København er udsmykket til ære for kongen. Det er første gang siden 1939, at Vagtparaden trækker op i rød galla. I slutningen af filmen er der optagelser fra bisættelse i Roskilde Domkirke.

## Medvirkende
- Kong Christian X
- Dronning Alexandrine